# Džon Drajden
Džon Drajden (19. avgust 1631 – 12. maj 1700) bio je engleski pesnik, književni kritičar, prevodilac i dramaturg, koji je prvi dobio zvanje engleskog pesnika laureata 1668. godine.
On se smatra dominantnom ličnošću u književnom životu restoratorske Engleske. Njegov uticaj je bio izražen do te mere da je to razdoblje postalo poznato u književnim krugovima kao drajdensko doba. Romantičarski pisac, Ser Volter Skot, ga je nazvao „Slavnim Džonom”.

## Rani život
Drajden je rođen u seoskoj parohiji Oldvinkl blizu Trapstona u Northemptonširu, gde je njegov deda po majci bio rektor Svih Svetih. On je bio najstarije od četrnaestoro dece rođene u porodici Erazma Drajdena i Meri Pikering, unuka ser Erazma Drajdena, prvog barona (1553–1632), i supruge Fransis Vilks, puritanskog zemljoposednika koji je podržavao puritanski pokret i parlament. On je bio je rođak Džonatana Svifta. Kao dečak, Drajden je živeo u obližnjem selu Tičmarš, gde je verovatno i stekao svoje prvo obrazovanje. Godine 1644, poslat je u Vestminstersku školu kao kraljevski stipendista, gde je upravnik bio dr Ričard Bazbi, harizmatični učitelj i strogi disciplinar. Pošto je u ustanovu ponovo osnovala Elizabeta I, Vestminster je tokom ovog perioda prihvatio sasvim drugačiji verski i politički duh koji je podsticao rojalizam i visoko anglikanstvo. Šta god da je Drajden odgovorio na ovo, on je očigledno poštovao upravnika i kasnije će poslati dva svoja sina u školu u Vestminsteru.
Kao humanistička javna škola, Vestminster je održavao nastavni plan i program koji je obučavao učenike u umetnosti retorike i predstavljanju argumenata za obe strane datog pitanja. Ovo je veština koja će ostati kod Drajdena i uticati na njegovo kasnije pisanje i razmišljanje, jer veliki njegovog rada  deo pokazuje ove dijalektičke obrasce. Vestminsterski nastavni plan i program uključivao je nedeljne prevodilačke zadatke koji su razvili Drajdenovu sposobnost asimilacije. Ovo je takođe bilo izloženo u njegovim kasnijim radovima. Njegove godine u Vestminsteru nisu bile bez ikakvih događaja, a njegova prva objavljena pesma, elegija sa snažnim rojalističkim osećajem o smrti njegovog školskog druga Henrija, lorda Hejstingsa od malih boginja, aludira na pogubljenje kralja Čarlsa I, koje se dogodilo 30. januara 1649. godine, veoma blizu škole u kojoj se dr Bazbi prvo molio za kralja, a zatim zaključao svoje đake kako bi sprečio da prisustvuju spektaklu.
Godine 1650, Drajden je otišao na Triniti koledž u Kembridžu. Ovde je doživeo povratak religioznom i političkom etosu svog detinjstva: učitelj Trojstva je bio puritanski propovednik po imenu Tomas Hil koji je bio rektor u Drajdenovom rodnom selu. Iako postoji malo konkretnih informacija o Drajdenovim dodiplomskim godinama, on je sigurno sledio standardni nastavni plan i program klasika, retorike i matematike. Godine 1654, stekao je diplomu i diplomiravši na vrhu liste za Triniti te godine. U junu iste godine umro je Drajdenov otac, ostavivši mu posed koja je donela malo prihoda, ali je to bilo nedovoljno za život.
Vrativši se u London tokom protektorata, Drajden je dobio posao kod državnog sekretara Olivera Kromvela, Džona Tarloa. Ovo imenovanje je možda bilo rezultat uticaja koji je u njegovo ime vršio njegov rođak Lord Čamberlejn, ser Gilbert Pikering. Na Kromvelovoj sahrani 23. novembra 1658. Drajden je učestvovao sa puritanskim pesnicima Džonom Miltonom i Endruom Marvelom. Ubrzo nakon toga objavio je svoju prvu važnu pesmu, Heroic Stanzas (1659), hvalospev o Kromvelovoj smrti, koji je oprezan i razborit u svom emotivnom prikazu. Godine 1660, Drajden je proslavio restauraciju monarhije i povratak Čarlsa II sa Astraea Redux, autentičnim rojalističkim panegirikom. U ovom delu međuvlada je ilustrovana kao vreme haosa, a Čarls je viđen kao obnovitelj mira i reda.

## Kasniji život i karijera
Nakon restauracije, kako se Drajden brzo uspostavio kao vodeći pesnik i književni kritičar svog vremena, on je svoju odanost preneo na novu vladu. Zajedno sa Astraea Redux, Drajden je pozdravio novi režim sa još dva hvalospeva: Njegovom svetom veličanstvu: Hvalospev o njegovom krunisanju (1662) i Mom lordu kancelaru (1662). Ove pesme sugerišu da je Drajden nastojao da se dodvori mogućem pokrovitelju, ali je umesto toga trebalo da zarađuje za život pisanjem za izdavače, a ne za aristokratiju, a time i za čitalačku publiku. Ove i druge njegove nedramske pesme su povremene - to jest, one slave javne događaje. Dakle, one su pisane za naciju, a ne za sebe, a pesnik laureat (kao što će kasnije postati) dužan je da godišnje napiše izvestan broj njih. U novembru 1662. godine, Drajden je predložen za članstvo u Kraljevskom društvu i izabran je za ranog člana. Međutim, Drajden je bio neaktivan u poslovima tog društva i 1666. godine je izbačen zbog neplaćanja dažbina.
Oko 20 časova 18. decembra 1679, Drajdena su napali u Rouz aleji iza gostionice Lam & Flag, u blizini njegove kuće u Kovent Gardenu. Napad su izveli nasilnici koje je unajmio grof od Ročestera, sa kojim je imao dugoročni stalni sukob. Ta gostionica je bila poznata po organizovanju nagradnih borbi, zbog čega je dobila nadimak „Kanta krvi“.
Drajdenova pesma, „Esej o satiri“, sadržala je brojne napade na kralja Čarlsa II, njegove ljubavnice i dvorjanke, ali najviše na grofa od Ročestera, ozloglašenog ženskaroša.

## Izabrani radovi

### Dramski radovi
Navedeni datumi se odnose na prvu predstavu ili objavljivanje dela, i ukoliko to nije drugačije navedeno on su preuzeti i škotskih izdanja.
- The Wild Gallant, komedija (1663/1669)
- The Rival Ladies, tragi-komedija (1663/1664)
- The Indian Queen, tragedija (1664/1665)
- The Indian Emperor, ili Špansko osvajanje Meksika (1665/)
- Secret Love, ili the Maiden Queen (1667/)
- Sir Martin Mar-all, ili Lažna nevinost, komedija (1667/1668)
- The Tempest, ili Začarano ostrvo, komedija (1667/1670), adaptacija sa Vilijamom Davenantom iz Šekspirovske Bure
- An Evening's Love, ili Rugobna astrologija, komedija (1668/1668)
- Tyrannick Love, ili Kraljevski mučenik, tragedija (1668 ili 1669/1670)
- Almanzor i Almahida, ili Špansko Osvajanje Granade, tragedija, Deo I & Deo II (1669 ili 1670/1672)
- Marriage-a-la-Mode, komedija (1673/1673)
- The Assignation, ili  Ljubav u samostanu, komedija (1672/1673)
- Amboyna; ili Okrutnosti Holanđana prema engleskim trgovcima, tragedija (1673/1673)
- The Mistaken Husband (komedija) (1674/1675)[14]
- The State of Innocence, i Pad čoveka, opera (/1674)
- Aureng-Zebe, tragedija (1676/1676)
- All for Love, ili Svetski dobro izgubljen, tragedija (1678/1678)
- Limberham, or the Kind Keeper, komedija (/1678)
- Oedipus, tragedija (1678 ili 1679/1679), adaptacija Sofoklovog Edipa sa Natanielom Liom
- Troilus and Cressida, ili Prekasno nađena istina, tragedija (/1679)
- The Spanish Friar, ili Dvostruko otkriće (1681 ili 1682/)
- The Duke of Guise, tragedija (1682/1683) sa Natanielom Liom
- Albion and Albanius, opera (1685/1685)
- Don Sebastian, tragedija (1690/1690)
- Amphitryon, ili Dve sosije, komedija (1690/1690)
- King Arthur, ili Britansko bogatsvo, dramska opera (1691/1691)
- Cleomenes, the Spartan Hero, tragedija (1692/1692)
- Love Triumphant, ili Priroda će nadvladati, tragedija (1693 ili 1694/1693 ili 1694)
- The Secular Masque (1700/1700)

### Drugi radovi
- Astraea Redux, 1660
- Annus Mirabilis (poema), 1667
- An Essay of Dramatick Poesie, 1668
- Absalom and Achitophel, 1681
- Mac Flecknoe, 1682
- The Medal, 1682
- Religio Laici, 1682
- Threnodia Augustalis, 1685
- The Hind and the Panther, 1687
- A Song for St. Cecilia's Day, 1687
- Britannia Rediviva, 1688, delo napisano radi obeležavanja rođenja Džejmsa, Princa od Velsa.
- Epigram on Milton, 1688
- Creator Spirit, by whose aid, 1690. prevod Raban Mavrovog Veni Creator Spiritus[15]
- The Works of Virgil, 1697
- Alexander's Feast, 1697
- Fables, Ancient and Modern, 1700
- Umetnost satire
- To the Memory of Mr. Oldham, 1684

## Literatura
- The Works of John Dryden, 20 vols., ed. H.T. Swedenberg Jr. et al. (Berkeley and Los Angeles: University of California Press, 1956–2002)
- John Dryden The Major Works, ed. by Keith Walker, (Oxford: Oxford University Press, 1987)
- The Works of John Dryden, ed. by David Marriott (Hertfordshire: Wordsworth Editions, 1995)
- John Dryden Selected Poems, ed. by David Hopkins (London: Everyman Paperbacks, 1998)
- John Dryden Selected Poems, ed. by Steven N. Swicker and David Bywaters (London: Penguin Books, 2001)  978-0140439144
- Winn, James Anderson. John Dryden and His World (New Haven: Yale University Press, 1987)
- Eliot, T. S., "John Dryden," in Selected Essays (London: Faber and Faber, 1932)
- Hopkins, David, John Dryden, ed. by Isobel Armstrong (Tavistock: Northcote House Publishers, 2004)
- Oden, Richard, L. Dryden and Shadwell, The Literary Controversy and 'Mac Flecknoe (1668–1679) (Scholars' Facsimiles and Reprints, Inc., Delmar, New York, 1977)
- Wilding, Michael, 'Allusion and Innuendo in MacFlecknoe', Essays in Criticism, 19 (1969) 355-70
- Van Doren, Mark (2007). John Dryden: A Study of His Poetry. Read Books. ISBN 978-1406724882.
- Stark, Ryan. "John Dryden, New Philosophy, and Rhetoric," in Rhetoric, Science, and Magic in Seventeenth-Century England  (Washington: Catholic University of America Press, 2009)

## Spoljašnje veze
- John Dryden на сајту Пројекат Гутенберг (језик: енглески)
- Džon Drajden на сајту Internet Archive (језик: енглески)
- Džon Drajden на сајту LibriVox (језик: енглески)